# Jakob Thoustrup
Jakob Thoustrup (* 15. Juni 1981 in Holstebro, Dänemark) ist ein dänischer ehemaliger Handballspieler. Mittlerweile ist er als Handballtrainer tätig.

## Spielerkarriere
Thoustrup begann bei Holstebro Håndbold 90 das Handballspielen. Später ging der Rückraumspieler für Team Tvis Holstebro auf Torejagd, mit dem er in der höchsten dänischen Liga spielte. Im Sommer 2008 wechselte der Rechtshänder zum Ligarivalen Fredericia HK. Im Februar 2009 verpflichtete ihn der deutsche Verein SG Flensburg-Handewitt, wo er bis zum Saisonenende 2008/09 unter Vertrag stand. Anschließend unterzeichnete er einen Vertrag bei Århus Håndbold. Im Sommer 2012 kehrte er zu Team Tvis Holstebro zurück. In der Saison 2014/15 lief er für den Zweitligisten Lemvig-Thyborøn Håndbold auf. Anschließend schloss er sich Mejrup-Hvam als Spielertrainer an. Seit dem Sommer 2014 ist er als Handballkoordinator in der Holstebro Kommune tätig.
Jakob Thoustrup hat bisher drei Länderspiele für die dänische Männer-Handballnationalmannschaft bestritten, in denen er einen Treffer erzielte.

## Trainer
Thoustrup war bis 2018 Trainer des Zweitligateams Mejrup-Hvam und wechselte dann zum Team Tvis Holstebro das U18-Team.